# Guipry-Messac
Guipry-Messac es una comuna nueva francesa situada en el departamento de Ille y Vilaine, de la región de Bretaña.

## Historia
Fue creada el 1 de enero de 2016, en aplicación de una resolución del prefecto de Ille y Vilaine de 23 de julio de 2015 con la unión de las comunas de Guipry y Messac, pasando a estar el ayuntamiento en la antigua comuna de Guipry.

## Demografía
| Gráfica de evolución demográfica de Guipry-Messac entre 1800 y 2013 |
|                                                                     |

Los datos entre 1800 y 2013 son el resultado de sumar los parciales de las dos comunas que forman la nueva comuna de Guipry-Messac, cuyos datos se han cogido de 1800 a 1999, para las comunas de Guipry y Messac de la página francesa EHESS/Cassini. Los demás datos se han cogido de la página del INSEE.

## Composición
| Comuna delegada | Código INSEE | Población (2013) | Superficie (km²) | Densidad (hab./km²) |
| --------------- | ------------ | ---------------- | ---------------- | ------------------- |
| Guipry          | 35129        | 3744             | 50.35            | 74                  |
| Messac          | 35176        | 2991             | 41.64            | 72                  |